# Philip José Farmer
Philip José Farmer (North Terre Haute, Indiana; 26 de enero de 1918-Peoria, Illinois; 25 de febrero de 2009) fue un escritor estadounidense de ciencia ficción y fantasía, autor de novelas y relatos breves. Inventó el concepto de Familia Wold Newton.

## La ciencia ficción de Philip José Farmer
En muchas de las obras de Farmer aparecen personajes preexistentes, tomados de la historia o de la ficción. Es el caso de The Other Log of Phileas Fogg (1973), que rellena las elipsis de la conocida novela La vuelta al mundo en ochenta días, de Julio Verne, o de A Barnstormer in Oz (1982), en el que el hijo adulto de Dorothy, la protagonista de El mago de Oz, llega al país de Oz por un accidente del avión que estaba pilotando. Otros personajes que aparecen frecuentemente en sus obras son los héroes de pulp: Tarzán y Doc Savage. En la novela The Adventure of the Peerless Peer, Tarzán forma equipo con Sherlock Holmes. Farmer es también el creador de las series de Lord Grandrith y Doc Caliban, personajes basados, respectivamente, en Tarzán y en Doc Savage. Esta serie se compone de A Feast Unknown (1969), Lord of the Trees (1970) y The Mad Goblin (1970). Farmer ha escrito además dos ingeniosas biografías de Tarzán y Doc Savage, Tarzan Alive (1972) y Doc Savage: His Apocalyptic Life (1973). 
La serie Mundo del Río (Riverworld) cuenta las aventuras de personajes tan diferentes entre sí como Richard Francis Burton, Hermann Göring y Samuel Clemens (Mark Twain) en un extraño más allá en el cual todos los seres humanos que vivieron en el pasado resucitan en el valle de un río que se extiende por todo un planeta. La saga está compuesta por A vuestros cuerpos dispersos (To Your Scattered Bodies Go, 1971); El fabuloso barco fluvial (The Fabulous Riverboat, 1971); El oscuro designio (The Dark Design, 1977); El laberinto mágico (The Magic Labyrinth, 1980); y Dioses del Mundo del Río (Gods of Riverworld, 1983). Riverworld and Other Stories (1979) es una colección de relatos que se desarrolla en el mismo mundo imaginario; en ella se incluye el cuento que dio origen a la saga. 
La serie World of Tiers consta de las novelas The Maker of Universes (1965), The Gates of Creation (1966), A Private Cosmos (1968), Behind the Walls of Terra (1970), The Lavalite World (1977) y More Than Fire (1993). Esta serie, basada en la idea de un universo paralelo, inspiró a Roger Zelazny su serie de Amber. 
Farmer escribió Venus on the Half-Shell (1975) con el seudónimo de Kilgore Trout, un escritor ficticio que aparece en las novelas de Kurt Vonnegut.
Las obras de Farmer abordan a menudo el tema del sexo: su recopilación de historias breves Strange Relations, de 1960, marcó un hito en la historia del sexo en la literatura de ciencia ficción. También la religión está presente en el trabajo de Farmer: Jesús aparece como personaje en uno de los relatos de Riverworld and Other Stories y en la novela Jesus on Mars.

## Premios y nominaciones
- 1953: Premio Hugo al nuevo talento más prometedor, The Lovers
- 1960: nominado al premio Hugo al mejor relato corto, The Alley Man
- 1961: nominado al premio Hugo al mejor relato corto, Open to Me, My Sister
- 1966: nominado al premio Hugo al mejor relato corto, The Day of the Great Shout
- 1967: nominado al premio Nébula a la mejor novela corta, Riders of the Purple Wage
- 1968: Premio Hugo a la mejor novela corta, Riders of the Purple Wage
- 1972: Premio Hugo a la mejor novela, A vuestros cuerpos dispersos
- 1974: nominado al premio Nébula al mejor relato corto, After King Kong Fell
- 2001: Premio Gran Maestro Damon Knight Memorial, por el conjunto de su carrera
- 2001: World Fantasy Award for Life Achievement

## Obras

### Ciclos narrativos

#### World of Tiers
- The Maker of Universes (1965)
- The Gates of Creation (1966)
- A Private Cosmos (1968)
- Behind the Walls of Terra (1970)
- The Lavalite World (1977)
- More Than Fire (1993)

- Red Orc's Rage (1991) - relacionado

#### El Mundo del Río
- A vuestros cuerpos dispersos (1971)
- El fabuloso barco fluvial (1971)
- El oscuro designio (1977)
- El laberinto mágico (1980)
- Dioses del Mundo del Río (1983)

- River of Eternity (1983) - relacionado

#### Herald Childe
- The Image of the Beast (1968)
- Blown: or Sketches Among the Ruins of My Mind (1969). Existe version en castellano con ISBN: 84-339-3044-3. Editado por Anagrama, colección Contraseñas. Titulo en castellano: ¡Cuidado con la bestia!
- Traitor to the Living (1973)

Doc Caliban and Lord Grandrith
- A Feast Unknown (1969)
- Lord of the Trees (1970)
- The Mad Goblin (1970)

#### Opar
- Hadon of Ancient Opar (1974)
- Flight to Opar (1976)

#### Dayworld
- Dayworld (1984)
- Dayworld Rebel (1987)
- Dayworld Breakup (1990)

### Novelas independientes
- The Green Odyssey (1957)
- Flesh (1960)
- A Woman a Day o The Day of Timestop (1960)
- The Lovers (1961)
- Cache from Outer Space (1962)
- Fire and the Night (1962)
- Inside Outside (1964)
- Tongues of the Moon (1964)
- Dare (1965)
- The Gate of Time (1966)
- Night of Light (1966)
- Keepers of the Secrets (1970)
- Lord Tyger (1970)
- Love Song (1970)
- The Stone God Awakens (1970)
- The Wind Whales of Ishmael (1971)
- Time's Last Gift (1972)
- The Other Log of Phileas Fogg (1973)
- The Adventures of the Peerless Peer (1974) (
- Venus on the Half-Shell (1975) (como Kilgore Trout)
- Ironcastle (1976) (con J. H. Rosny aîné)
- Jesus on Mars (1979)
- Dark Is the Sun (1979)
- Two Hawks from Earth (1979)
- The Unreasoning Mask (1981)
- The Cache (1981)
- Stations of the Nightmare (1982)
- Greatheart Silver (1982)
- A Barnstormer in Oz (1982)
- Nothing Burns in Hell (1988)
- Escape From Loki (1991)
- The Caterpillar's Question (1992) (con Piers Anthony)
- Nothing Burns in Hell (1998)
- Naked Came The Farmer (1998) (con Nancy Atherton, Terry Bibo, Steven Burgauer, Dorothy Cannell, David Everson, Joseph Flynn, Julie Kistler, Jerry Klein, Bill Knight, Tracy Knight, Garry Moore and Joel Steinfeldt)
- The Dark Heart of Time (1999)

### No ficción
- Tarzan Alive: A Definitive Biography of Lord Greystoke (1972)

- Doc Savage: His Apocalyptic Life (1973)

### Cuentos
- ”O'Brien and Obrenov” (1946)
- ”The Lovers” (1952)
- ”Sail On! Sail On!” (1952)
- ”The Biological Revolt (1953)
- ”Mother (1953)
- ”Moth and Rust (1953)
- ”Attitudes (1953)
- ”Strange Compulsion (1953)
- ”They Twinkled Like Jewels” (1954)
- ”Daughter” (1954)
- ”Queen of the Deep” (1954)
- ”The God Business” (1954)
- ”Rastignac the Devil” (1954)
- ”The Celestial Blueprint” (1954)
- ”The Wounded” (1954)
- ”Totem and Taboo” (1954)
- ”Father” (1955)
- ”The Night of Light” (1955)
- ”The Alley Man” (1959)
- ”Heel” (1960)
- ”My Sister's Brother  or Open to Me, My Sister” (1960)
- ”A Few Miles” (1960)
- ”Prometheus” (1961)
- ”Tongues of the Moon” (1961)
- ”Uproar in Acheron” (1962)
- ”How Deep the Grooves” (1963)
- ”Some Fabulous Yonder” (1963)
- ”The Blasphemers” (1964)
- ”The King of the Beasts” (1964)
- ”Day of the Great Shout” (1965)
- ”Riverworld” (1966)
- ”The Suicide Express” (1966)
- ”The Blind Rowers” (1967)
- ”A Bowl Bigger than Earth” (1967)
- ”The Felled Star (part 1)” (1967)
- ”The Felled Star (part 2)” (1967)
- ”The Shadow of Space” (1967)
- ”Riders of the Purple Wage” (1967)
- ”Don't Wash the Carats” (1968)
- ”The Jungle Rot Kid on the Nod” (1968)
- ”Down in the Black Gang” (1969)
- ”The Oogenesis of Bird City” (1970)
- ”The Voice of the Sonar in my Vermiform Appendix” (1971)
- ”Brass and Gold” (1971)
- ”The Fabulous Riverboat (part 1)” (1971)
- ”The Fabulous Riverboat (part 2)” (1971)
- ”Only Who Can Make a Tree?” (1971)
- ”The Sliced-Crosswise Only-On-Tuesday World” (1971)
- ”Seventy Years of Decpop” (1972)
- ”Skinburn” (1972)
- ”The Sumerian Oath” (1972)
- ”Father's in the Basement” (1972)
- ”Toward the Beloved City” (1972)
- ”Mother Earth Wants You” (1972)
- ”Sketches Among the Ruins of My Mind” (1973)
- ”Monolog” (1973)
- ”After King Kong Fell” (1973)
- ”Opening the Door” (1973)
- ”The Two-Edged Gift” (1974)
- ”The Startouched” (1974)
- ”The Evolution of Paul Eyre” (1974)
- ”The Adventure of the Three Madmen” (1974)
- ”Passing On” (1975)
- ”A Scarletin Study, as Jonathan Swift Somers III” (1975)
- ”The Problem of the Sore Bridge - Among Others, as Harry Manders” (1975)
- ”Greatheart Silver” (1975)
- ”The Return of Greatheart Silver” (1975)
- ”Osiris on Crutches, as Leo Queequeg Tincrowder” (1976)
- ”The Volcano, as Paul Chapin” (1976)
- ”The Doge Whose Barque Was Worse Than His Bight, as Jonathan Swift Somers III” (1976)
- ”Fundamental Issue” (1976)
- ”The Henry Miller Dawn Patrol” (1977)
- ”Greatheart Silver in the First Command” (1977)
- ”Savage Shadow as Maxwell Grant” (1977)
- ”The Impotency of Bad Karma as Cordwainer Bird” (1977)
- ”It's the Queen of Darkness, Pal, as Rod Keen” (1978)
- ”Freshman” (1979)
- ”The Leaser of Two Evils” (1979)
- ”J.C. on the Dude Ranch” (1979)
- ”Spiders of the Purple Mage” (1980)
- ”The Making of Revelation, Part I” (1980)
- ”The Long Wet Dream of Rip Van Winkle” (1981)
- ”The Adventure of the Three Madmen” (1984)
- ”UFO vs IRS” (1985)
- ”St. Francis Kisses His Ass Goodbye” (1989)
- ”One Down, One to Go” (1990)
- ”Evil, Be My Good” (1990)
- ”Nobody's Perfect” (1991)
- ”Wolf, Iron and Moth” (1991)
- ”Crossing the Dark River” (1992)
- ”A Hole in Hell as Dane Helstrom” (1992)
- ”Up the Bright River” (1993)
- ”Coda” (1993)
- ”The Good of the Land” (2002)
- ”The Face that Launched a Thousand Eggs” (2005)
- ”The Unnaturals” (2005)
- ”That Great Spanish Author, Ernesto” (2006)

### Libros de cuentos
- Strange Relations (1960)
- The Alley God (1962)
- The Celestial Blueprint: And Other Stories (1962)
- Riverworld War: The Surpressed Fiction of Philip José Farmer (1964)
- Down in the Black Gang (1971)
- The Book of Philip Jose Farmer (1973)
- Riverworld and Other Stories (1979)
- Father to the Stars (1981)
- Stations of the Nightmare (1982)
- Greatheart Silver (1982)
- The Purple Book (1982)
- The Classic Philip José Farmer, 1952-1964 (1984)
- The Classic Philip José Farmer, 1964-1973 (1984)
- The Grand Adventure (1984)
- Riders of the Purple Wage (1992)
- MYTHS FOR THE MODERN AGE: Philip José Farmer's Wold Newton Universe (2005)
- The Best of Philip Jose Farmer (2006)
- Stranger Relations (2006)
- Pearls from Peoria (2006)

## Traducciones al español

### El mundo del río
- A vuestros cuerpos dispersos (El mundo del río 1), Ultramar, Ciencia Ficción n.º 2. ISBN 84-7386-313-5.
- El fabuloso barco fluvial (El mundo del río 2), Ultramar, Ciencia Ficción n.º 3. ISBN 84-7386-315-1.
- El oscuro designio (El mundo del río 3), Ultramar, Ciencia Ficción n.º 4. ISBN 84-7386-324-0.
- El laberinto mágico (El mundo del río 4), Ultramar, Ciencia Ficción n.º 5. ISBN 84-7386-338-0
- Dioses del mundo del río (El mundo del río 5), Ultramar, Ciencia Ficción n.º 11. ISBN 84-7386-350-X.
- El mundo del río y otras historias. Ultramar, Ciencia Ficción, n.º12. ISBN 84-7386-353-4.

### Mundo de día
- Mundo de día. Júcar, Etiqueta Futura. ISBN 84-334-4025-X.
- Rebelde del mundo de día. Júcar, Etiqueta Futura, n.º 19. ISBN 84-334-4039-X.

### El Mundo de los Niveles
- El hacedor de universos (The Maker of Universes, 1965) Edhasa, Nebulae n.º 8. ISBN 84-350-2008-8
- Los pórticos de la creación (The Gates of Creation, 1966). Nueva Dimensión n.º 16.

### Herald Childe o Trilogía del Exorcismo
- La imagen de la bestia (The Image of the Beast, 1968). Barcelona, Anagrama, 1987. ISBN 84-339-3044-3
- ¡Cuidado con la bestia! (Blown: or Sketches Among the Ruins of My Mind, 1969). Barcelona, Anagrama, 1987. ISBN 84-339-1238-0

### Novelas independientes
- El día que se detendrá el tiempo (The Day of Timestop, 1960). Alcodre narrativa n.º 4. ISBN 84-87772-07-2.
- Carne (Flesh, 1960). Nueva Dimensión n.º 2.
- Lord Tyger (Lord Tyger, 1970). Júcar, Etiqueta Futura n.º 11. ISBN 84-334-4031-4.
- Los amantes (The Lovers, 1961). Acervo ciencia ficción n.º 9. ISBN 84-7002-191-5
- Los amantes (The Lovers, 1961). Orbis, Biblioteca de Ciencia Ficción n.º 20
- Dare (Dare, 1965). Acervo ciencia ficción n.º 32. ISBN 84-7002-259-8
- Noche de luz (Night of Light, 1966). Acervo ciencia ficción n.º 35. ISBN 84-7002-274-1
- El dios de piedra despierta (The Stone God Awakens, 1970). Nueva Dimensión n.º 9.
- Las ballenas volantes de Ismael (The Wind Whales of Ishmael, 1971) Miraguano, Futuropolis n.º 16. 1989. ISBN 84-7813-047-0.
- Venus en la concha (Venus on the Half-Shell, 1975) (como Kilgore Trout - Philip José Farmer). Francisco Arellano Editor, Delirio n.º 2. 1977 ISBN 84-85145-02-X

### Cuentos
- Relaciones extrañas (Strange Relations, 1960). Orbis, Biblioteca de Ciencia Ficción n.º 34